# NGC 7144
NGC 7144 é uma galáxia elíptica (E) localizada na direcção da constelação de Grus. Possui uma declinação de -48° 15' 17" e uma ascensão recta de 21 horas, 52 minutos e 42,6 segundos.
A galáxia NGC 7144 foi descoberta em 30 de Setembro de 1834 por John Herschel.